# ريمينا نجم الجحيم
ريمينا نجم الجحيم (باليابانية: 地獄 星 レ ミ ナ، بالروماجي: Jigokuboshi Remina) (بالإنجليزية: Hellstar Remina)‏ هي مانغا يابانية من تأليف ورسم جونجي إيتو، نشرت من قبل شوغاكوكان، في مجلة بيغ كوميك سبيرايتس، في 16 سبتمبر عام 2004 حتى 24 يوليو عام 2005.
2005. تم تجمع فصول المانغا في مجلد تانكوبون واحد، نشر في 22 يونيو 2015.

## القصة
- ريمينا نجم الجحيم (باليابانية: 地獄 星 レ ミ ナ، بالروماجي: Jigokuboshi Remina)

تدور أحداث القصة عن كوكب غريب جاء من المجهول متوجهًا نحو الأرض، فتتهم فتاة اسمها ريمينا بانها السبب في جذب الكوكب، فيحاول الجميع قتلها والتضحية بها.
- جيش واحد (باليابانية: 億万ぼっち، بالروماجي: Oku man botchi)

تدور أحداث القصة عن ميتشيو الذي دعاه زميله السابق في مدرسة الثانوية ناتسوكو هوري، لحضور حفل لم شمل الفصل بمناسبة بلوغهم سن الرشد.

### وصلات خارجية
- ريمينا نجم الجحيم على موقع شوغاكوكان